# يوفاسكولا

شعار يوفاسكولا

يوفاسكولا (بالفنلندية: Jyväskylä) هي مدينة فنلندية يقطنها 139,260 نسمة (2017)، عاصمة إقليم فنلندا الوسطى في جنوب وسط البلاد.
تعد يوفاسكولا مقراً جامعياً هاماً للعلوم التطبيقية وغيرها من أبرز المؤسسات التعليمية الفنلندية لذلك تُلقب بـ«أثينا فنلندا». تحوي العديد من المباني التي صممها المعماري ألفار آلتو ومتحفاً مكرَّساً لأعماله بالهندسة المعمارية (متحف ألفار آلتو). تستضيف يوفاسكولا سنوياً رالي فنلندا (نستي أويل) وهو أحد مراحل بطولة العالم للراليات. كما يُقام بالمدينة مهرجان صيف يوفاسكولا السنوي للفنون.
تبعد حوالي 140 كيلومتراً إلى الشمال الشرقي من تامبيري و 270 كيلومتراً عن هلسنكي باتجاه الشمال، بالقرب من بحيرتي باياني وكيتيلي، وهي مركز منطقة يوفاسكولا الفرعية البالغ عديد سكانها 161.400 نسمة، وتشمل هذه المنطقة إضافة إلى يوفاسكولا: لاوكا، مورامي، بيتايافيسي وتويفاكا.
خلال دراسة استقصائية أجريت عام 2004، اعتبرت يوفاسكولا (إلى جانب تامبيري وتوركو وكووبيو وأولو) إحدى أكثر الوجهات المحتملة بالنسبة للفنلنديين في حالة الانتقال. وقد شهدت المدينة نموا سريعا، ونظراً إلى تواضع حجم أراضي المدينة ارتفعت تكلفة السكن واتسع نطاقها البلدي. وتعد يوفاسكولا إحدى أسرع المدن الفنلندية نمواً خلال القرن العشرين. فكان عدد سكانها عام 1940 بحدود 8,000 نسمة وحسب.

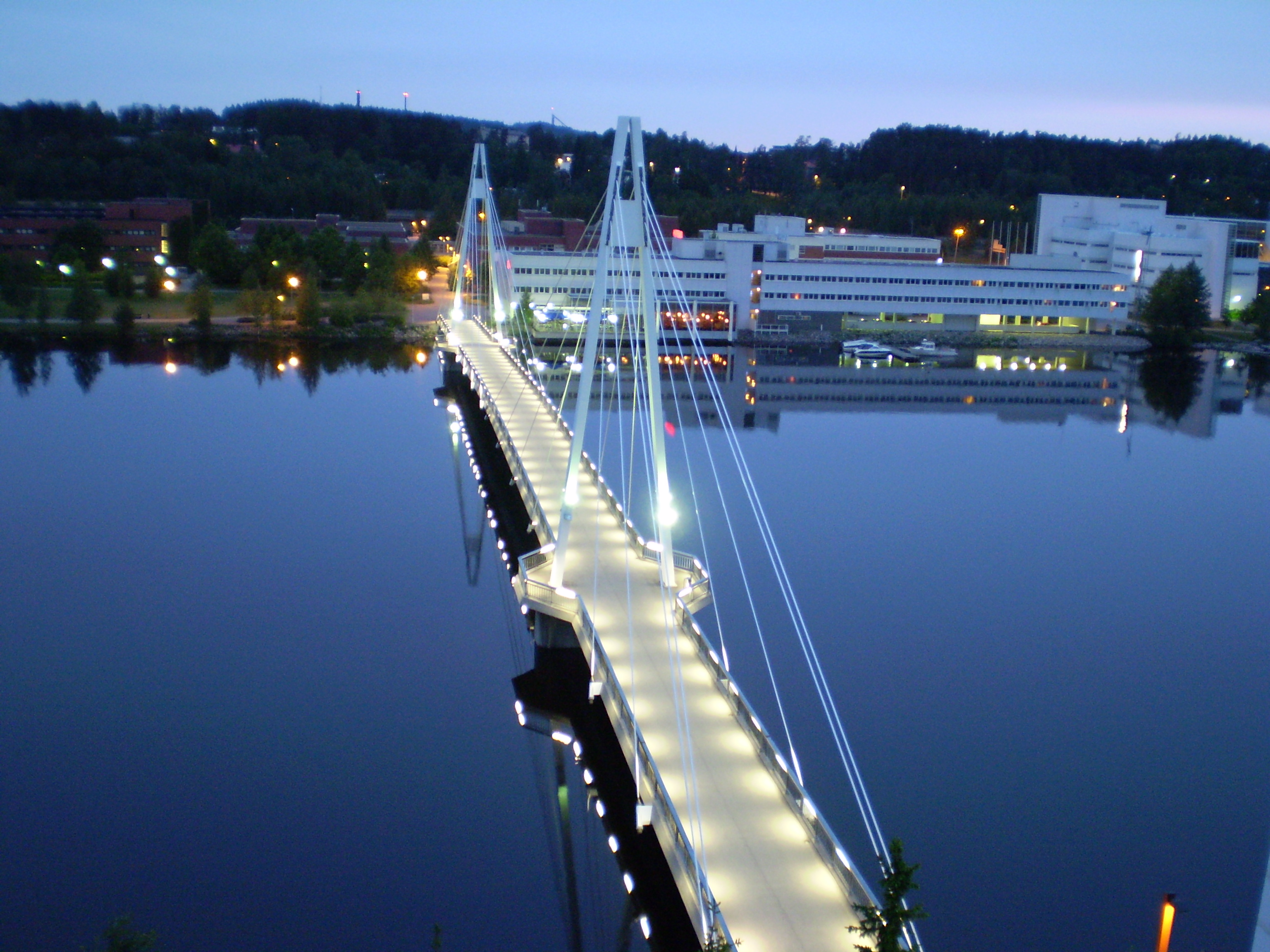
جسر أوليستو

في عام 2004، أصبح ماركو أندرسون رئيساً لبلدية المدينة. وكان رئيساً لبلدية لابينرنتا حتى تلك السنة.

## التاريخ

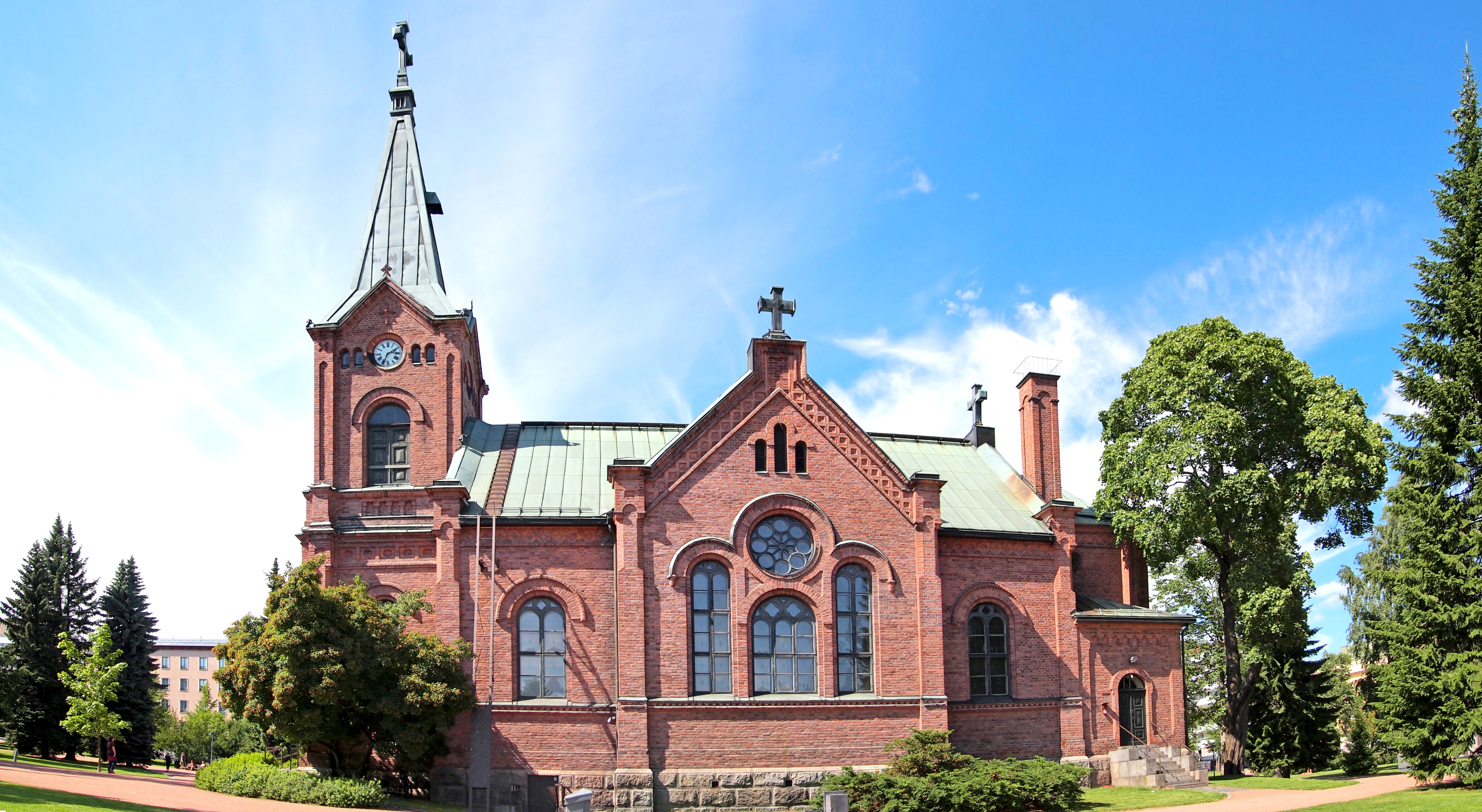
كنيسة يوفاسكولا

عـُثر في منطقة يوفاسكولا على مكتشفات أثرية تعود إلى العصر الحجري، وقد بدأت الزراعة بالفعل منذ 3500 سنة مضت. وفقا لأقدم الوثائق الضرائبية المتاحة (maakirja) كان هناك سبعة ولايات في منطقة يوفاسكولا في سنة 1539. إحداها ولاية ماتيلاى التي كانت تمتلك وحدها مساحة تمتد من قرية كليو إلى قريتي فيسانكا وبالوكا. ولاية لهتي هي الولاية الأقدم في يوفاسكولا واستمرت بحكمها نفس العائلة وقد ظهرت بانقسام ولاية ماتيلا بين شقيقين في سنة 1600. كان لتاريخ ولاية لهتي وعائلة لهتي تأثير كبير على تطور منطقة يوفاسكولا. تنتمي لهدينريني الواقعة في الركن الجنوبي الغربي لبحيرة يوفاسيارفي لقلب القديم لولاية لهتي.
تأسست مدينة يوفاسكولا في 22 مارس سنة 1837 على يد القيصر الروسي نيكولاي الأول، أنشأت البنية التحتية أساسا من الصفر. بنيت البلدة الأصلية بين بحيرة يوفاسيارفي (المتصلة ببحيرة بايياني) وقمة يوفاسكولا (Harju)، وتحوي أغلب الطراز الشبكي الحالي لمركز المدينة. توسعت البلدة في أوائل القرن العشرين عدة مرات. بنيت معظم يوفاسكولا اليوم بعد حرب الاستمرار، عندما فر لاجئون إلى المدينة من كاريليا ومناطق أخرى من البلاد وكانت هناك حاجة ماسة إلى السكن. اليوم يزداد عدد قاطني يوفاسكولا بمعدل 1,000 ساكن في السنة تقريباً.
ضـٌمت سايوناتسالو إلى يوفاسكولا في عام 1993. بينما ضـٌمت يوفاسكولان مالايسكونتا وكوربيلهتي إلى يوفاسكولا يوم 1 يناير 2009.

## الاسم
الجزء الثاني من اسم المدينة "kylä" يعني قرية. الجزء الأول من اسم المدينة "jyväs" تـُنسب لتاكسوس وهو نوع من نبات اليو، وكلمة "juwis" البروسية القديمة. كما كانت هناك تكهنات بان كلمة يوفاس تشير لانعكاس الشمس على سطح الماء.

## الجغرافيا

خريطة مدينة يوفاسكولا، دون اعتبار ضم مناطق بلديات مجاورة عامي 1992 و 2009.

تقع يوفاسكولا في منطقة فنلندا البحيرة. وتشكل البحيرات والأنهار نسبة تصل إلى 20 ٪ (295 كم²) من مساحة الكلية لنطاق المدينة البلدي. تقع في يوفاسكولا القديمة وحدها (قبل ضم بلديات مجاورة للمدينة في عام 2008) 36 بحيرة يبلغ مجموع مساحاتها 137 كم². أبرز البحيرات:Päijänne، Jyväsjärvi، Leppävesi، Muuratjärvi Tuomiojärvi، Palokkajärvi، Alvajärvi، Vesankajärvi، Luonetjärvi وKöhniönjärvi.
تسود المشهد الطبيعي في يوفاسكولا التلال والغابات وممتلء بالمياه. شبه المعماري الشهير ألفار آلتو مناظر يوفاسكولا الطبيعية التلالية بتلك في توسكانا بإيطاليا فقال: «منحدرات تلال يوفاسكولا مماثلة تقريباً للمرتفعات المزروعة بالكروم في فييزولي».

## المشهد الحضري
تأسست يوفاسكولا بالنهاية الشمالية لبحيرة باياني عند مفترق ثلاثة طرق مائية رئيسية. لا تزال البحيرات مسيطرةً على المشهد الحضري. يمكن التعرف بشكل جيد في وسط المدينة على شبكة طرق المدينة التي صمم ليونارد ياكوب بورينغ عام 1833. ومع ذلك، بسبب النمو السكاني السريع جداً مر المشهد الحضري بواحدة من أكبر تغييرات البيئية في فنلندا كلها.
في هذه الأيام يوفاسكولا مدينة للعمارة الحديثة. فبها مباني من تصميم أحد أشهر المعماريين الوظائفيين العالميين ألفار آلتو أكثر من أي مدينة أخرى في العالم.

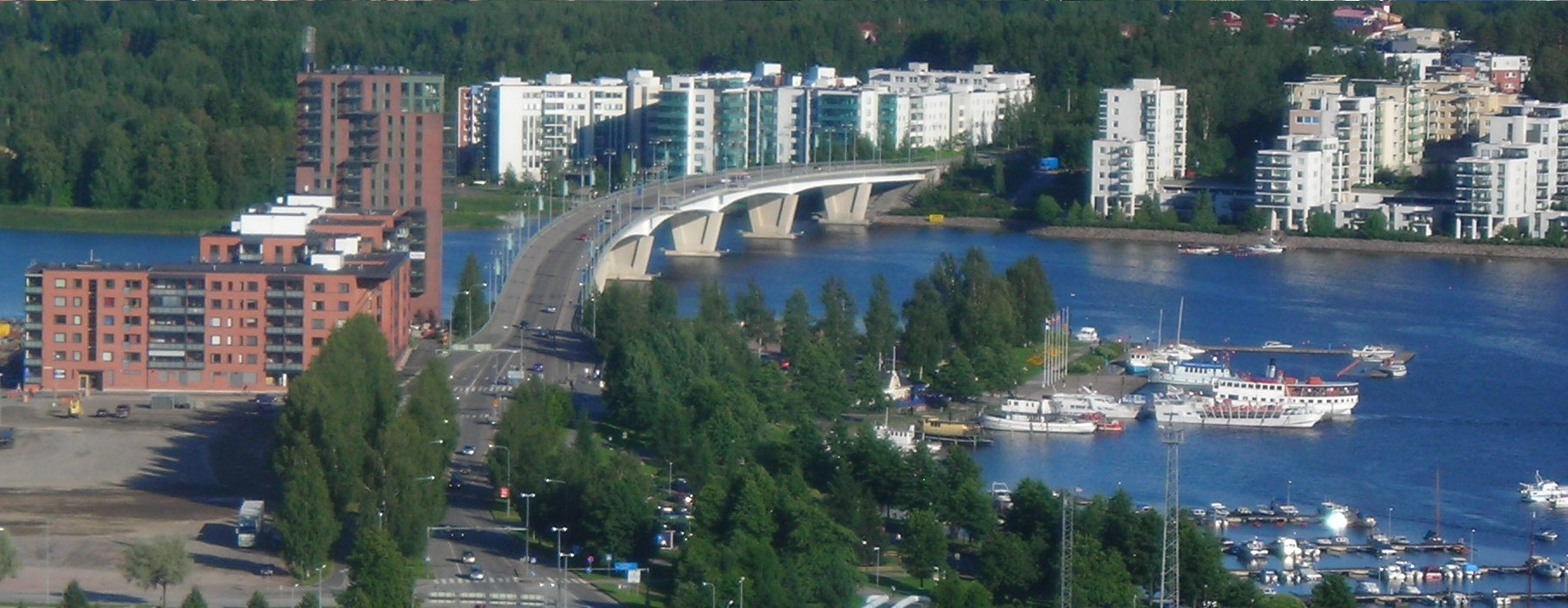
جسر كووكـّالا فوق بحيرة يوفاسيارفي ومرفأ يوفاسكولا. مأخوذة من برج هاريو. كووكـّالا وراء الجسر، ولوتاكـّو على اليسار.

ثبت أن إنشاء المدارس في خمسينات وستينات القرن التاسع عشر كان الخطوة الأكثر أهمية من جهة التنمية اللاحقة التي شهدتها يوفاسكولا. تعتبر مقرات جامعة يوفاسكولا الرئيسية من روائع آلتو. في وقت لاحق، أثر أرتو سيبينن المعماري الحديث وأحد تلاميذ آلتو، في المشهد الحضري منذ سبعينات القرن الماضي من خلال تصميم معظم مباني الجامعة الجديدة في المدينة.
يأهل ضواحي المدينة بصورة رئيسية شقق الطلبة وبيوت مستقلة للعائلات. من أهم المباني مبنى ساوناتسالو المجمع متعدد الوظائف الذي صممه آلتو والواقع في ساوناتسالو خارج وسط المدينة، ومبنى موراتسالو.

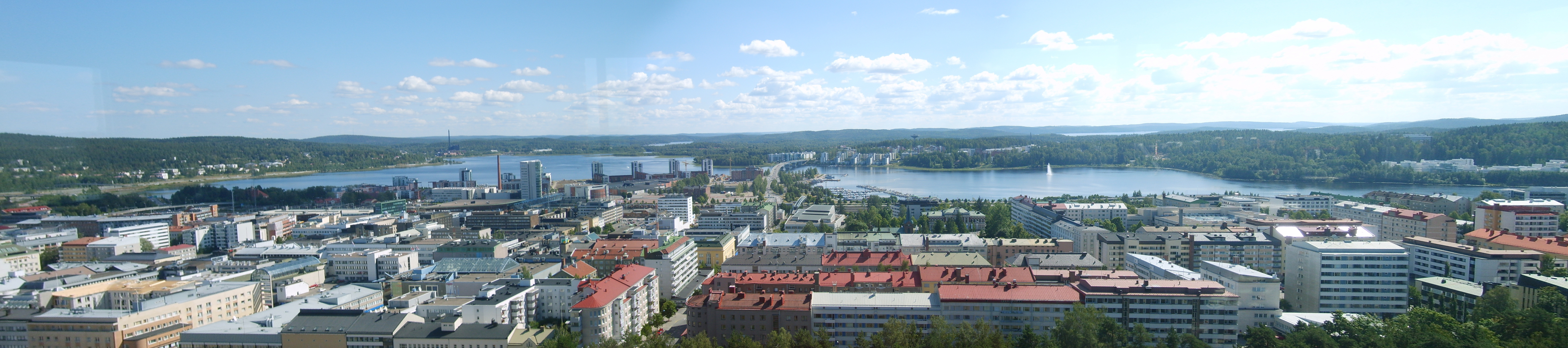
منظر من برج مراقبة بوسط المدينة لبحيرة يوفاسيارفي

## الاقتصاد
مصادر الرزق الرئيسية في يوفاسكولا هي الخدمات التعليمية والرعاية الصحية وصناعة الورق وتكنولوجيا المعلومات وقطاع الطاقة. أهم أرباب العمل بالقطاع الخاص لصناعة الورقة شركة ميستو المحدودة، وشركة تجارة التجزئة كسكيما، شركة الخدمات العقارية أي إس إس، وشركة Moventas المصنعة للتوربينات الرياح والعتاد، وشركة خدمات تكنولوجيا المعلومات Tieto.
معدل البطالة في يوفاسكولا هو 14.7 ٪ (7 / 2009)، وهو أعلى من المتوسط في فنلندا (10,7 ٪ في 7 / 2009) ويرجع ذلك بسبب عدد الطلاب الكبير.

## الرياضة
جامعة يوفاسكولا هي الجامعة الوحيدة في أوروبا الشمالية بكلية للرياضة. كان أعضاء هيئة التدريس لاعبين رئيسيين في تطوير الثقافة الرياضية القوية في المدينة.
قائمة الفرق الرياضية الناجحة من يوفاسكولا:
- يوب يوفاسكولا الحائز على برونزية البطولة الفنلندية الحالية في هوكي الجليد.
- نادي يوفاسكولا يلعب في دوري الدرجة الأولى الفنلندية لكرة القدم.
- نادي يوفاسكولا يلعب في الدرجة الأعلى للباندي.
- يوفاسكولا كيري هو أنجح فريق بيسبول فنلندي في التاريخ. يلعب حالياً في الدرجة الأعلى.
- كيريتاريت حائز على 10 بطولات للدوري الفنلندي لبيسبول السيدات. آخر البطولة صيف عام 2009.
- يوفاسكولا ياغواريت يلعب في دوري الدرجة الأولى الفنلندي لكرة القدم الأمريكية.
- هابي يلعب الفلوربول في دوري الدرجة الفنلندية الأعلى في منافستي الرجال والسيدات.

## التربية والتعليم

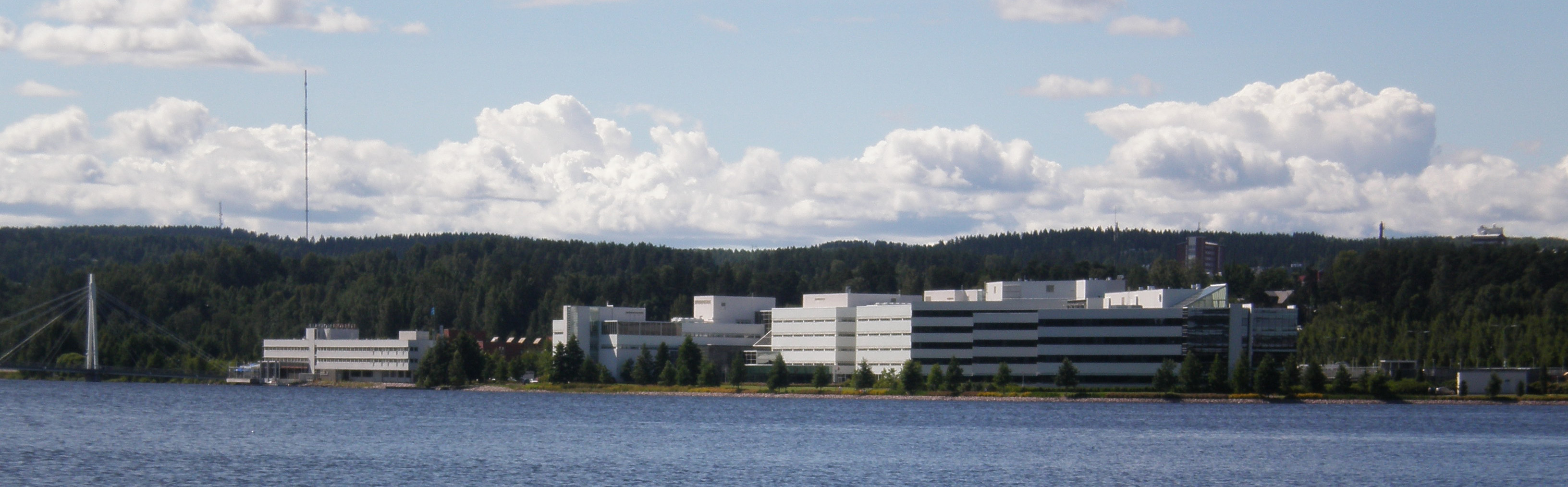
جامعة يوفاسكولا

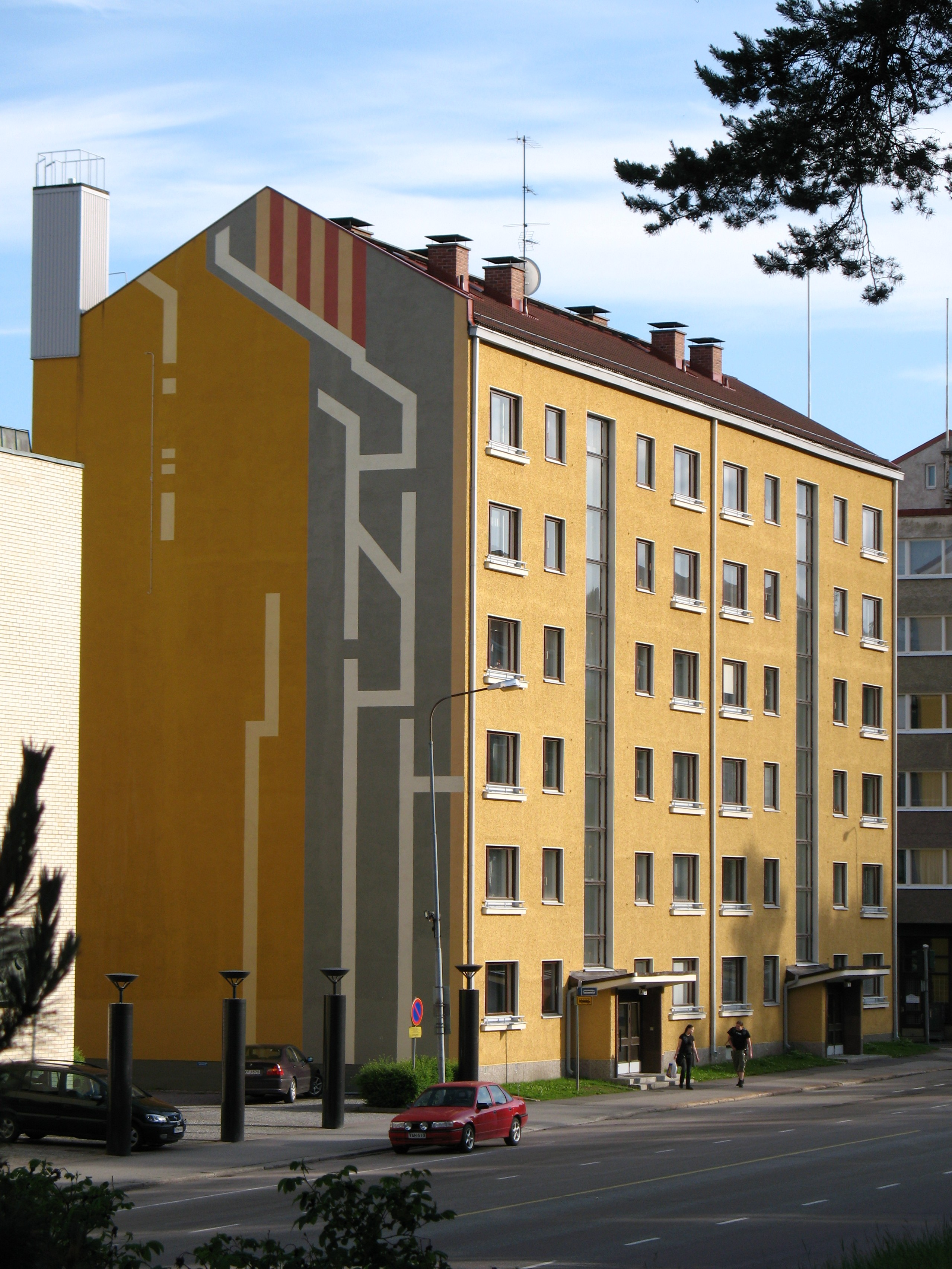
جدارية على بناية سكنية بشارع جامعة يوفاسكولا

تحمل المدينة بعض السابقات في الحقل التعليمي
- أنشئت بها أول مدرسة ثانوية باللغة الفنلندية (1858)
- أنشئت بها أول مؤسسة تعليمية باللغة الفنلندية لإعداد المعلمين (1863)
- أول مدرسة للبنات باللغة الفنلندية (1864)
- أول جامعة صيفية (1914)

و لهذا وغيره تحصلت يوفاسكولا على لقب «أثينا فنلندا».
تطور معهد المعلمين المدرسة إلى كلية تربية (1934) ثم أصبحت لاحقاً في جامعة يوفاسكولا (1966)، وهي إحدى أكثرها شعبية في فنلندا، يدرس بها ما يقرب من 16.000 طالبا وطالبة يدرسون للحصول على درجة البكالوريوس أو درجة الماجستير، كما توفر الجامعة برامج الدكتوراه في معظم مواضيعها. الميدان التقليدي للدراسة هو علم التربية، ولكنها حققت مستوى جيد أيضا في العلوم بالسنوات الأخيرة. وهي الجامعة الوحيدة في فنلندا التي تقدم دورات في مجال علوم الحركة.
تاريخيا، كانت الجامعة قد تفوقت في الدراسة والتعليم، ولكن في العقود القليلة الماضية، قد كسبت احترام في مجال العلوم. انها الجامعة الوحيدة في فنلندا جامعة تقدم مستوى التعليم في مجال الرياضة، وتدريب المعلمين والمدربين الرياضيين. وبرنامج تكنولوجيا المعلومات هو الأكبر في البلاد من حيث الحضور. بما في ذلك أطفال المدارس، والطلبة في المدارس الثانوية والمدارس المهنية، وجامعة للعلوم التطبيقية، والمعروفة أيضا لبرنامج تكنولوجيا المعلومات، والجامعة، وعدد من الطلاب والتلاميذ في المدينة يصل إلى 40,000، وتعزيز سمعة يوفاسكولا «مدينة طلبة».

## النقل

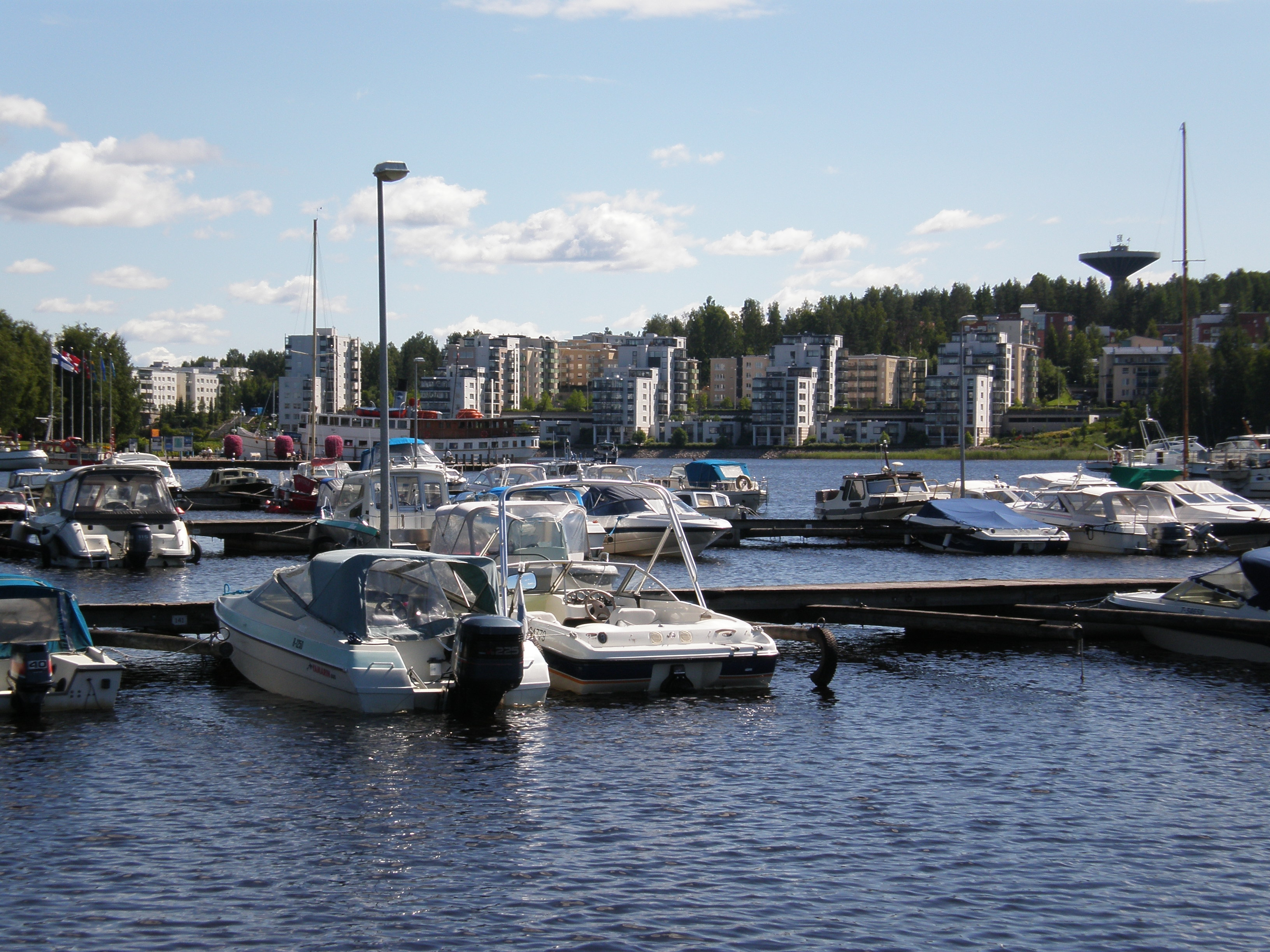
مرفأ يوفاسكولا

تخدم مجموعة في ار قطارات محطة يوفاسكولا المتجهة مباشرة إلى هلسنكي، بييكساماكي، تامبيري، توركو، فآسا وجهات عديدة أخرى في فنلندا. وتم تطوير المحطة على نطاق واسع في عام 2002.
تم توسيع مطار يوفاسكولا في عام 2004. ويقع في تيكاكوسكي على بعد حوالي 20 كم شمال يوفاسكولا. تـُقلع منه رحلات مباشرة إلى مطار هلسنكي فانتا.
المدينة على مفترق طرق رئيسية عديد في فنلندا. الطريق الأوروبي E75 يمر بالمدينة من الجنوب إلى الشمال وE63 من جنوب الشرقي إلى الشمال الغربي.
مرفأ يوفاسكولا مقر لكثير من سفن الركاب العاملة في بحيرة باياني.
تقوم شركة liikenne Jyväskylän بتشغيل شبكة النقل العام وهي قائمة على خطوط الحافلات.

## المناخ
| البيانات المناخية لـيوفاسكولا                                     | البيانات المناخية لـيوفاسكولا | البيانات المناخية لـيوفاسكولا | البيانات المناخية لـيوفاسكولا | البيانات المناخية لـيوفاسكولا | البيانات المناخية لـيوفاسكولا | البيانات المناخية لـيوفاسكولا | البيانات المناخية لـيوفاسكولا | البيانات المناخية لـيوفاسكولا | البيانات المناخية لـيوفاسكولا | البيانات المناخية لـيوفاسكولا | البيانات المناخية لـيوفاسكولا | البيانات المناخية لـيوفاسكولا | البيانات المناخية لـيوفاسكولا |
| الشهر                                                             | يناير                         | فبراير                        | مارس                          | أبريل                         | مايو                          | يونيو                         | يوليو                         | أغسطس                         | سبتمبر                        | أكتوبر                        | نوفمبر                        | ديسمبر                        | المعدل السنوي                 |
| ----------------------------------------------------------------- | ----------------------------- | ----------------------------- | ----------------------------- | ----------------------------- | ----------------------------- | ----------------------------- | ----------------------------- | ----------------------------- | ----------------------------- | ----------------------------- | ----------------------------- | ----------------------------- | ----------------------------- |
| متوسط درجة الحرارة الكبرى °م (°ف)                                 | −5.3 (22.5)                   | −5 (23)                       | 0.2 (32.4)                    | 6.0 (42.8)                    | 14.5 (58.1)                   | 19.3 (66.7)                   | 21.3 (70.3)                   | 18.4 (65.1)                   | 12.3 (54.1)                   | 6.0 (42.8)                    | 0.2 (32.4)                    | −3.5 (25.7)                   | 7.0 (44.7)                    |
| متوسط درجة الحرارة الصغرى °م (°ف)                                 | −12.3 (9.9)                   | −12.9 (8.8)                   | −8.4 (16.9)                   | −3.2 (26.2)                   | 2.4 (36.3)                    | 8.1 (46.6)                    | 10.4 (50.7)                   | 8.9 (48.0)                    | 4.2 (39.6)                    | 0.3 (32.5)                    | −4.9 (23.2)                   | −10 (14)                      | −1.5 (29.4)                   |
| الهطول مم (إنش)                                                   | 43 (1.7)                      | 31 (1.2)                      | 37 (1.5)                      | 37 (1.5)                      | 38 (1.5)                      | 59 (2.3)                      | 79 (3.1)                      | 88 (3.5)                      | 63 (2.5)                      | 60 (2.4)                      | 57 (2.2)                      | 47 (1.9)                      | 639 (25.3)                    |
| المصدر: Climatological statistics for the normal period 1971–2000 |                               |                               |                               |                               |                               |                               |                               |                               |                               |                               |                               |                               |                               |

## شخصيات
| - ألفار آلتو، مهندس معماري. - تونو هانيكاينن، عازف كمان، وقائد أوركسترا. - ميكو إياس، فنان بصري وباحث. - سوفي أوكسانن، كاتبة معاصر. - جاك سماك، عازف الإيتار بفرقة بريفت لاين. - لاورا فوتيلاينن، مغنية بوب. - لارس إيكين، مغني وعازف باس بفرقة بيفور ذا دارون. - مينا كانت، كاتبة وناشطة اجتماعية، من أوائل الناشطين في مجال حقوق المرأة - ماوري بكارينن، رائد الوسط السياسي، وزير في أربع حكومات مختلفة منذ عام 1991 - ماتي فانهانن، رئيس وزراء فنلندا (2003-2010). - هنا فيركونن، وزيرة التربية والتعليم (2008 -). - فاينو فويونما، عضو مجلس الشيوخ، وزير، أستاذ، عضو في البرلمان الفنلندي | - ريستو يوسيلاينن، حائز على الميدالية الذهبية الأولمبية في القفز التزلجي. - ميكو هيرفونن، سائق راليات. - سامبا لايونن، حائز على الميدالية الذهبية الأولمبية ثلاث مرات في الخليط الشمالي. - تولي ماتينسالو، بطل العالم في التمارين الرياضية. - تومي ماكينن، فائز ببطولة العالم للراليات أربع مرات. - ماتي نوكانن، حائز على الميدالية الذهبية الأولمبية أربع مرات في القفز التزلجي. - سيركا بولكونن، حائز على الميدالية الذهبية الأولمبية في التزلج الريفي. - هاري روفانبيرا، سائق راليات. - ياني سوينينن، حائز على الميدالية الذهبية الأولمبية في القفز التزلجي. - رايمو سومانن، لاعب ومدرب هوكي الجليد. - هنري تويفونن، سائق راليات. - تارمو أوسيفيرتا، ملاكم. - سينوهي فالينهيمو، لاعب هوكي الجليد. |

## صور

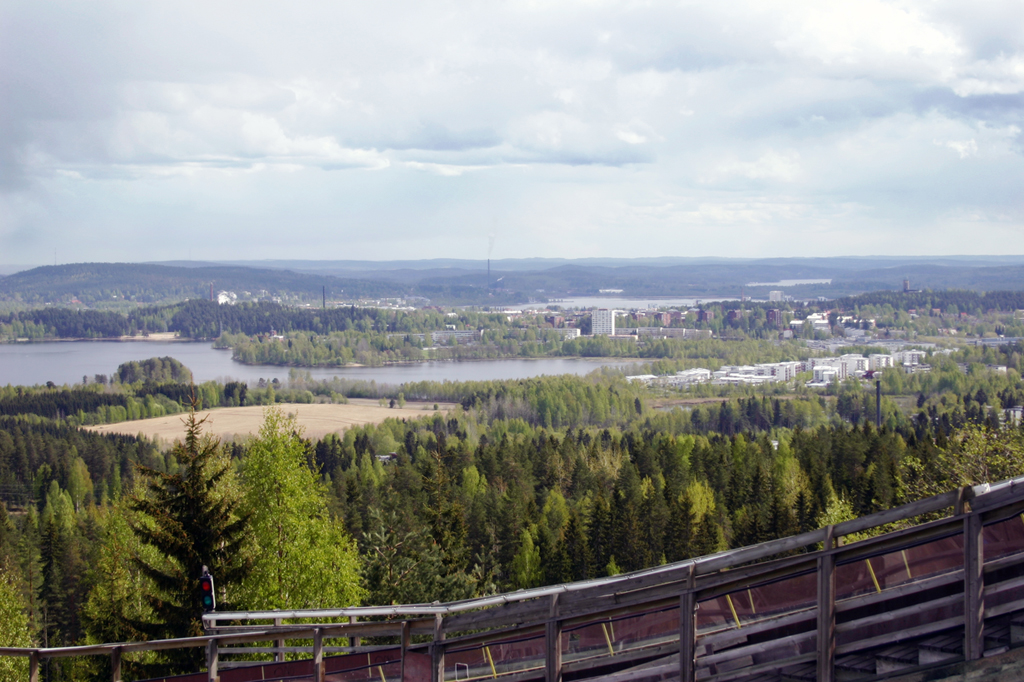
منظر من أعلى برج للقفز التزلجي. برج مسمى على المتزلج الشهير التزلج الطائر ماتي نوكانن.
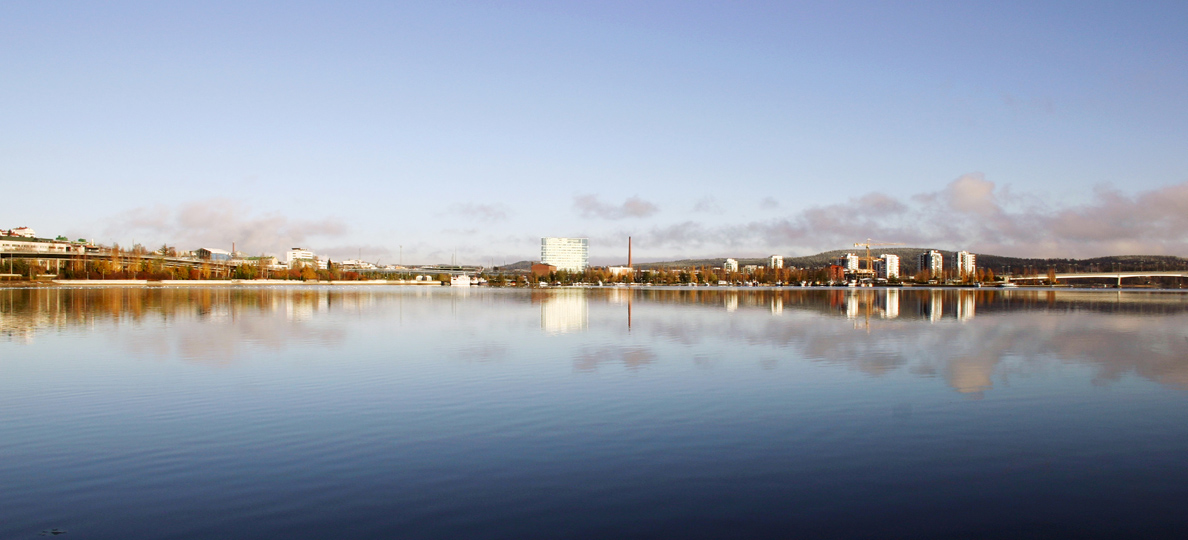
بحيرة يوفاسيارفي. البناء الكبير في المنتصف هو برج إنوفا.
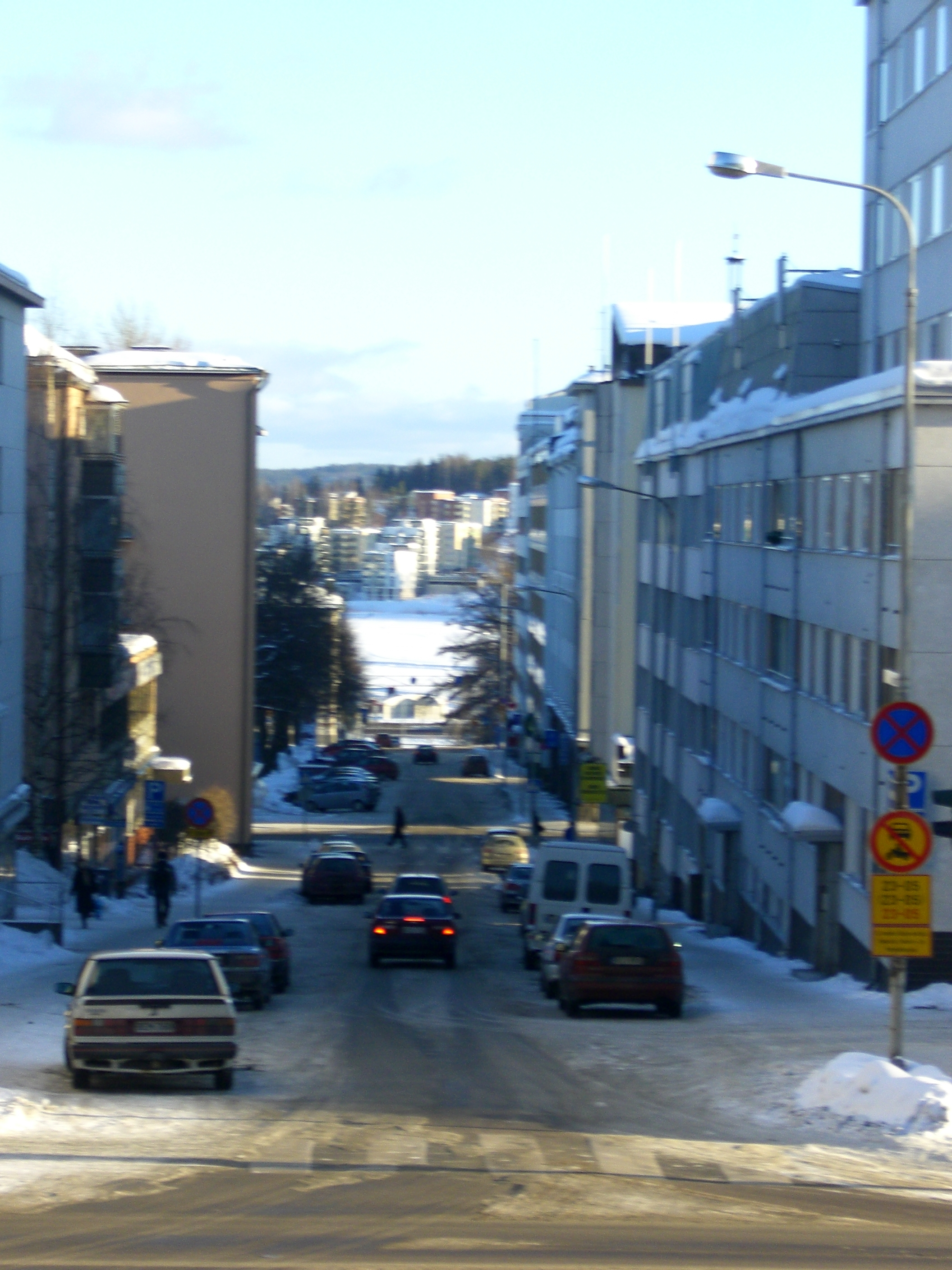
شارع غوميروكسنكاتو، يتضح من سفح تلال هاريو ؛ في الخلفية يمكن رؤية جزء من بحيرة يوفاسيارفي فضلا عن جزء من المنطقة أينولانرنتا السكنية الجديدة في الضفة المقابلة.
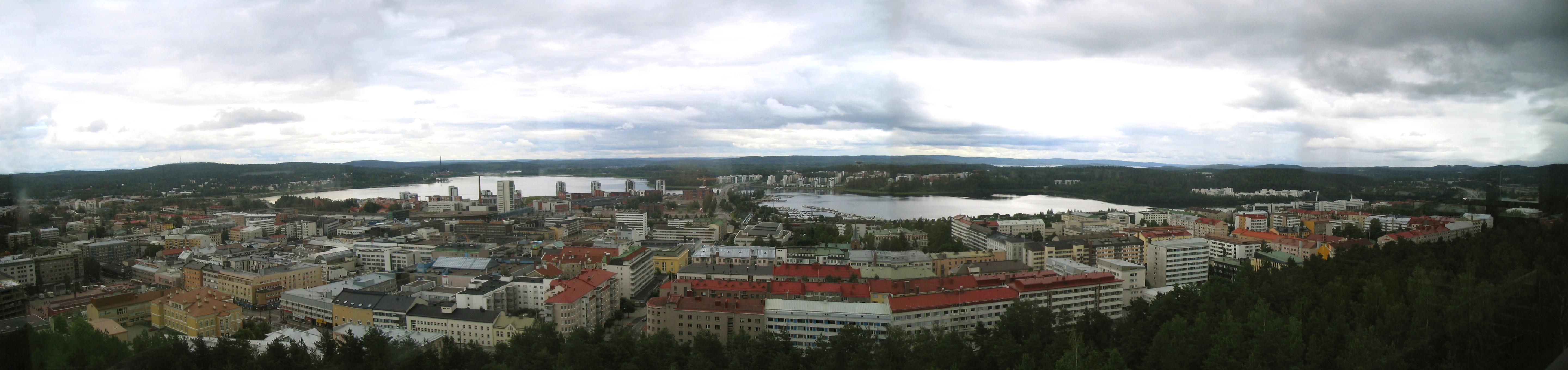
يوفاسكولا

## التوأمة
يوفاسكولا مـُتوأمة مع:
- إسبيرغ، الدنمارك (1947)

صورة بانورامية 360°من يوفاسكولا.

- اسكيلستونا، السويد (1947)
- دبريسين، المجر (1970)
- فياروابيغو، أيسلندا (1958)
- نيزا، اليابان (1997)
- بوتسدام، ألمانيا (1985)
- بوزنان، بولندا (1974)
- ستافانغر، النرويج (1947)
- ياروسلافل، روسيا (1966)

### المدن الصديقة
- جالابا، نيكاراغوا (1988)
- مودانجيانغ، الصين (1988)
- كونمينغ، الصين

## وصلات خارجية
- مدينة يوفاسكولا – النسخة الدولية من الموقع الرسمي
- خريطة يوفاسكولا
- منطقة يوفاسكولا معلومات سياحية
- جامعة يوفاسكولا
- معرض تصوير فوتوغرافي فني للمدينة
- 28 ساعة في يوفاسكولا - تصوير متباطئ بالفيديو ل28 ساعة في يوفاسكولا (صـُوّر في يوليو 2007)